# Teatre de l'oprimit
El teatre de l'oprimit és una tendència teatral on es sistematitza diferents metodologies creades pel dramaturg brasiler Augusto Boal en els anys 1960.
Les tècniques per a desenvolupar-lo, que reben influència del Teatre èpic de Bertolt Brecht, comprenen el Teatre invisible, el Teatre imatge i el Teatre fòrum, el Teatre Legislatiu, el Teatre Periòdic i tenen per objecte transformar a l'espectador en protagonista de l'acció dramàtica i, "a través d'aquesta transformació, ajudar a l'espectador a preparar accions reals que el condueixin al propi alliberament".
Boal parteix del principi que el teatre, com llenguatge, pot ser usat per qualsevol persona tan aviat com s'apropiï dels mitjans de producció d'aquest. A través d'una sèrie d'exercicis, jocs, tècniques (teatre imatge) i formes teatrals (de les quals el teatre fòrum és el més utilitzat) es busca conèixer la realitat per a transformar-la, com a la Pedagogia de l'Oprimit de Paulo Freire.
En aquesta forma teatral, no hi ha lloc per a l'espectador passiu. Es trenca la divisió entre actor-espectador i les seves tradicionals funcions, l'espectador passa a l'acció, a l'escenificació. Les seves teories les sistematitza en els seus llibres entre altres Teatro do Oprimido i Juegos para actores y no actores.